# Élément de langage
Pour les articles homonymes, voir EDL.
Un élément de langage (EDL), souvent utilisé au pluriel, est un message ou une formule préétablis utilisés dans le domaine de la communication politique, de la vente et de la communication commerciale ou publicitaire. Il s'agit donc d'une forme de communication qui se caractérise par le fait qu'elle est coordonnée a priori afin de demeurer à peu près invariable quels que soient les intervenants amenés à la porter dans les médias.
Ces mots ou ces expressions soigneusement choisis sont notamment produits par chacun des membres d'un même mouvement politique lorsqu'il vient à s'exprimer sur un sujet donné, généralement polémique. Souvent élaborés par ou avec des conseillers en communication, les éléments de langage présentent l'avantage d'assurer une cohérence entre les différents discours qui émanent d'un même mouvement, au-delà de son porte-parole officiel. En outre, ils permettent une répétition qui augmente peut-être l'efficacité des arguments soutenus par effet de simple exposition. Ils peuvent en revanche être repérés comme des constructions purement tactiques ou sembler participer d'une forme de langue de bois lénifiante.
Apparu avec l'essor du marketing en politique dès les années 1970, le terme d'« élément de langage » apparait en France surtout à partir de la présidence de Nicolas Sarkozy. Cette période voit également l'essor de nouveaux médias et notamment des chaines télévisées d'information en continu qui contraignent les politiques à mieux maîtriser leur communication.
Le journalisme de préfecture, désigne des pratiques médiatiques qui conduisent à diffuser sans recul, par complaisance, par complicité, par parti pris politique ou rédactionnel, les éléments de langage des autorités politiques et de leurs relais institutionnels (préfectures, police, justice…). L'intérêt des autorités politiques étant d'assurer une cohérence entre les différents discours qui émanent des cercles du pouvoir, au-delà de son porte-parole officiel.
Le cadrage des discours politiques à travers les éléments de langage a été qualifié par Jon Stewart, critique acerbe des médias d'information établis dans son The Daily Show, parodie de journal télévisé, comme un traitement superficiel de sujets controversés.